# No More Tears
No More Tears je šesté studiové album zpěváka Ozzy Osbournea. Jeho nahrávání probíhalo v roce 1991 ve studiích A&M Studios a Devonshire Studios v kalifornském Los Angeles. Album produkovali Duane Baron a John Purdell a vyšlo v září 1991 u vydavatelství Epic Records. Do roku 2000 se alba prodalo přes 4 miliony kopií a získalo čtyři platinové desky.

## Seznam skladeb
| Pořadí         | Název                            | Autor                                    | Délka |
| -------------- | -------------------------------- | ---------------------------------------- | ----- |
| 1.             | Mr. Tinkertrain                  | Osbourne, Wylde, Castillo                | 5:55  |
| 2.             | I Don't Want to Change the World | Osbourne, Wylde, Castillo, Kilmister     | 4:04  |
| 3.             | Mama, I'm Coming Home            | Osbourne, Wylde, Kilmister               | 4:11  |
| 4.             | Desire                           | Osbourne, Wylde, Castillo, Kilmister     | 5:45  |
| 5.             | No More Tears                    | Osbourne, Wylde, Castillo, Inez, Purdell | 7:23  |
| 6.             | S.I.N.                           | Osbourne, Castillo, Wylde                | 4:46  |
| 7.             | Hellraiser                       | Osbourne, Wylde, Kilmister               | 4:51  |
| 8.             | Time After Time                  | Osbourne, Wylde                          | 4:20  |
| 9.             | Zombie Stomp                     | Osbourne, Wylde, Castillo                | 6:13  |
| 10.            | A.V.H.                           | Osbourne, Wylde, Castillo                | 4:12  |
| 11.            | Road to Nowhere                  | Osbourne, Wylde, Castillo                | 5:09  |
| Celková délka: | Celková délka:                   | Celková délka:                           | 56:49 |

| Bonusy na reedici z roku 2002 | Bonusy na reedici z roku 2002 | Bonusy na reedici z roku 2002 | Bonusy na reedici z roku 2002 |
| Pořadí                        | Název                         | Autor                         | Délka                         |
| ----------------------------- | ----------------------------- | ----------------------------- | ----------------------------- |
| 12.                           | Don't Blame Me                | Osbourne, Wylde, Castillo     | 5:06                          |
| 13.                           | Party with the Animals        | Osbourne, Wylde, Castillo     | 4:17                          |
| Celková délka:                | Celková délka:                | Celková délka:                | 66:12                         |

## Obsazení
- Ozzy Osbourne – zpěv
- Zakk Wylde – kytara
- Bob Daisley – baskytara
- Randy Castillo – bicí
- John Sinclair – klávesy, klavír